# 片岡正英
片岡 正英（かたおか まさひで、? - 1818年）は、江戸時代・天明年間の儒者。字は子蘭。修姓は岡（岡子蘭）。別名に淀屋重右衛門。梁田蛻巌に師事し、山城国の淀藩に仕えた。片岡芸亭（うんてい）と号し、当時は博識をもって知られた。

## 著書
- 芸香亭漫録
- 芸亭随筆
- 岡子蘭詩稿
- 岡子蘭文集（附録）
- 法華自我偈鈔

などがある。
京都府伏見区の與杼神社には、片岡正英の名が刻まれた石灯籠がある。